# La Dou
La Dou és un edifici de la Vall d'en Bas (Garrotxa) protegit com a bé cultural d'interès local.

## Descripció
És un gran casal, orientat a sud, amb teulada a dues vessants. Prop del mas neix la riera de Ridaura. Dins la lliça que envolta quasi tota la casa hi ha una gran era i una cabana. A la part del darrere hi ha unes masoveries actualment habilitades com a quadres. A la paret lateral dreta hi ha sis arcades que conformen una galeria. Darrere la casa hi ha una capella adossada dedicada a Santa Margarida de la Dou.

## Història
De la família de la Dou hi ha notícies des del segle xiii, mas puntal de la economia feudal. El nom de Dou significa deu o fons. El papa Pius XI concedí indulgències a la família, cosa que ens demostra la seva importància. El mas ha sofert transformacions al llarg del temps. Al voltant de 1925 va ser reformada per Rafael Masó.